# Oxythyrea picticollis
Oxythyrea picticollis är en skalbaggsart som beskrevs av Ernst Gustav Kraatz 1882. Oxythyrea picticollis ingår i släktet Oxythyrea och familjen Cetoniidae. Inga underarter finns listade i Catalogue of Life.